# Johnny Depp
John Christopher Depp II, conegut artísticament com a Johnny Depp, (Owensboro, Kentucky, 9 de juny de 1963) és un actor, productor, guionista i músic estatunidenc.
Va començar la seva carrera a la pel·lícula de terror A Nightmare on Elm Street de 1984 com Glen Lantz, una de les víctimes de Freddy Krueger. Dos anys després, el 1986, va tenir un paper de repartiment a Platoon dirigit per Oliver Stone. El seu paper de Tom Hanson a la sèrie de televisió: Jump Street el va convertir en un ídol adolescent. Mentre treballava en aquesta, Depp va actuar en la pel·lícula Edward Scissorhands, que li va valer la seva primera nominació al Globus d'Or i reconeixement per part de la crítica. Posteriorment va protagonitzar la majoria de les pel·lícules en què va treballar, entre elles Sleepy Hollow (1999), Pirates of the Caribbean: The Curse of the Black Pearl (2003) i les seves respectives seqüeles, Charlie i la fàbrica de xocolata (2005), Sweeney Todd: The Demon Barber of Fleet Street (2008), Alícia al País de les Meravelles (2010) i la seva seqüela Alicia a través del mirall (2016), Bèsties fantàstiques i on trobar-les (2016) i la seva seqüela Bèsties fantàstiques: Els crims de Grindelwald (2018), entre d'altres.
Part de les seves col·laboracions més reconegudes van ser amb el director Tim Burton, amb el qual va participar en nou pel·lícules: Edward Scissorhands (1990), Ed Wood (1994), Sleepy Hollow (1999), Charlie i la fàbrica de xocolata (2005), Bride (2005), Sweeney Todd (2007), Alícia al país de les meravelles (2010) i Ombres tenebroses (2012) i Alícia a través del mirall (2016).
Les seves pel·lícules més taquilleres han estat la saga Pirates del Carib amb més de 3,9 mil milions de dòlars, seguida d'Alícia al país de les meravelles amb uns ingressos mundials de 1024 milions, Charlie i la fàbrica de xocolata amb 474 milions i The Tourist amb 278 milions a tot el món. La revista Vanity Fair el va ubicar en la segona posició a la llista de «Les quaranta celebritats de Hollywood amb més guanys al llarg del 2010», amb ingressos estimats en 100 milions de dòlars. El 2003 i 2009 va ser triat com l'home viu més sexy del món per la revista estatunidenca People

### Primers anys
És fill de John Depp I, un enginyer civil, i de Betty Sue, una cambrera. Depp té tres germans: Christie, Debborah i Danny. A causa de la feina del seu pare, Johnny Depp, de jove, va canviar més de vint vegades de casa.
El 1978, els seus pares es divorcien i entra en una etapa bohèmia i independent que el farà caure en les drogues. Quan era adolescent, va ser part d'un grup de rock de la seva barriada i després va entrar a la banda "The Kids".
Se'n va anar a Los Angeles i va conèixer Nicolas Cage el 1983. Va començar a presentar-se als càstings i, gràcies a ell, va conèixer la seva primera dona, Lori Anne Allison.
El 1984 va actuar en la pel·lícula Malson a Elm Street, de Wes Craven. Aviat coneixeria un dels seus millors amics, el director de cinema Tim Burton. Va adquirir fama internacional gràcies a la sèrie de televisió 21 Jump Street (1987-1991). A partir d'aleshores va treballar en el cinema, sovint amb directors de prestigi, fins a esdevenir una de les estrelles de Hollywood més importants gràcies al personatge del pirata Jack Sparrow de la sèrie Pirates of the Caribbean.
Després de divorciar-se de la seva primera dona, ha tingut relacions amb les actrius Winona Ryder, Kate Moss, Jennifer Grey i Sherilyn Fenn. El 1998, quan rodava The Ninth Gate a París, va conèixer la cantant i actriu francesa Vanessa Paradis, amb qui va viure durant 14 anys i que seria la mare dels seus dos fills, Lilly-Rose (1999) i Jack-John III (2002).

### Acusacions de violència domèstica
Posteriorment, va començar a sortir amb l'actriu i model Amber Heard, a qui va conèixer al rodatge de The Rum Diary el 2011. Al gener de 2014, es van comprometre. El juliol, Depp va comprar una illa a les Bahames on es va realitzar una nova festa. El 23 de maig de 2016, Heard li va presentar el divorci i dies més tard va obtenir una ordre d'allunyament, després de declarar davant la cort que «durant tota la nostra relació, Johnny va abusar tant verbal com físicament de mi». A més, va enviar una fotografia als mitjans de comunicació del seu rostre magullat com a prova que l'actor l'havia colpejada, i va afirmar que ho havia fet altres vegades al llarg dels quinze mesos de matrimoni. Alhora, més tard va sortir a la llum una carta que els advocats li van enviar a l'equip de Depp dient que si no donava a Heard el que s'especificava en aquella carta anirien a la premsa. Depp no hi va accedir i dies més tard van sortir les acusacions. L'1 de febrer de 2020 es va publicar un àudio de Heard en què se la sent dir que va ser ella qui el va colpejar.

## Carrera

### Primers treballs
La seva carrera en cinema va començar el 1984, quan va conèixer Nicolas Cage a través de la seva dona Lori Anne Allison i aquest el va animar a provar sort com a actor. El seu primer paper va ser a la pel·lícula de terror A Nightmare on Elm Street, dirigida per Wes Craven. Depp va assistir a l'audició i li va agradar tant a la filla del productor que finalment va ser elegit. Craven va afirmar que Depp "tenia un carisma assossegat (...) En cert sentit exercia una atracció semblant a la de James Dean. La seva personalitat era molt poderosa alhora que subtil. La meva filla adolescent i les seves amistats van assistir al càsting i tots van apostar per Depp sense dubtar-ho. El seu atractiu sexual entre les dones és innegable". En el llargmetratge va encarnar Glen Lantz, el nuvi de la protagonista. El seu personatge mor a les mans del dolent principal Freddy Krueger. El seu debut a la televisió va ser un any més tard, quan va interpretar Lionel Viland en la sèrie dramàtica Lady Blue. Va coprotagonitzar també la comèdia Private Resort (1985) i va treballar en el curtmetratge Dummies com Pete. Depp es va convertir en un ídol adolescent a finals de la dècada de 1980, amb la seva interpretació del policia Tommy Hanson a la sèrie de televisió 21 Jump Street, que va començar a emetre's el 1987. El drama policíac mostrava la dedicació d'uns joves agents en investigar i solucionar delictes en entorns juvenils, com ara instituts i universitats.] Depp va acceptar el paper, ja que representava una oportunitat per treballar al costat de Frederic Forrest, que va interpretar al capità Richard Jenko. Posteriorment, va decidir aparèixer només en una pel·lícula de la sèrie, estrenada el 2012, en què Depp i alguns membres del repartiment original van fer cameos.
El 1986 va participar en Platoon, d'Oliver Stone, on va encarnar Gator Lerner, un soldat de la Guerra del Vietnam que consumeix drogues en el seu temps lliure al costat dels seus companys. El film va guanyar diversos premis, entre ells l'Óscar a la millor pel·lícula. Aquest mateix any va realitzar unes escenes per a la pel·lícula Skateboard, encara que va ser acomiadat després de diversos desacords amb el productor. A més, va actuar en el curtmetratge RPG en el paper de Vinnie Dooler i en el telefilm Slow Burn com a Donnie Fleischer. Un any després va participar en l'episodi "Unfinished Business" de la sèrie de l'ABC Hotel com Rob Cameron i a més va reprendre paper de Vince a la seqüela RPG II.

## Filmografia

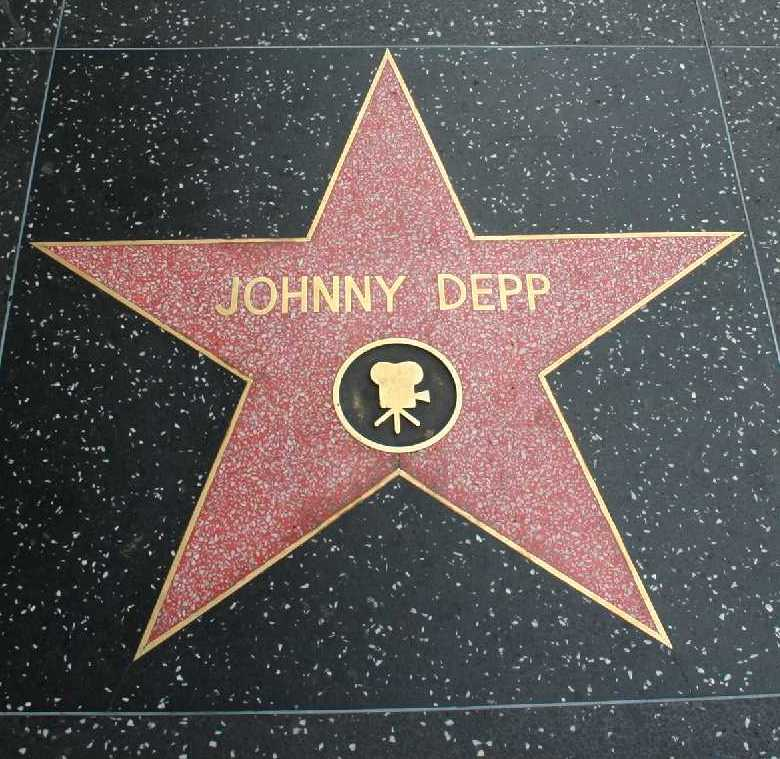
Estrella del passeig de les estrelles de Los Angeles, amb el seu nom

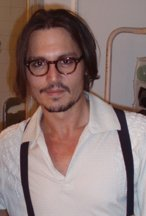
Johnny Depp el 2006.

### Cinema
| Any  | Pel·lícula                                                           | Personatge                       | Notes |
| ---- | -------------------------------------------------------------------- | -------------------------------- | --- |
| 1984 | Malson a Elm Street                                                  | Glen Lantz                       | |
| 1985 | Private Resort                                                       | Jack Marshall                    | |
| 1986 | Platoon                                                              | Especialista Gator Lerner        | |
| 1990 | Cry-Baby                                                             | Wade "Cry-Baby" Walker           | |
| 1990 | Edward Scissorhands                                                  | Edward Scissorhands              | Nominat − Globus d'Or al millor actor musical o còmic |
| 1991 | Freddy's Dead: The Final Nightmare                                   | Adolescent a la televisió        | Cameo |
| 1993 | A qui estima, en Gilbert Grape? (What's Eating Gilbert Grape)        | Gilbert Grape                    | |
| 1993 | Benny i Joon                                                         | Sam                              | Nominat − Globus d'Or al millor actor musical o còmic |
| 1993 | El somni d'Arizona (Arizona Dream)                                   | Axel Blackmar                    | |
| 1994 | Ed Wood                                                              | Edward D. Wood, Jr.              | Nominat − Globus d'Or al millor actor musical o còmic |
| 1995 | Nick of Time                                                         | Gene Watson                      | |
| 1995 | Dead Man                                                             | William Blake                    | |
| 1995 | Don Juan DeMarco                                                     | Don Joan/John R. DeMarco         | |
| 1996 | Cannes Man                                                           | Johnny Depp                      | |
| 1997 | Donnie Brasco                                                        | Donnie Brasco/Joseph D. Pistone  | |
| 1997 | The Brave                                                            | Raphael                          | Nominat − Palma d'Or |
| 1998 | Por i fàstic a Las Vegas (Fear and Loathing in Las Vegas)            | Raoul Duke                       | |
| 1998 | L.A. Without a Map                                                   | Johnny Depp/William Blake        | Cameo |
| 1999 | Sleepy Hollow                                                        | Detectiu Ichabod Crane           | |
| 1999 | La cara del terror (The Astronaut's Wife)                            | Comandant Spencer Armacost       | |
| 1999 | The Ninth Gate                                                       | Dean Corso                       | |
| 1999 | The Source                                                           | Jack Kerouac                     | Documental |
| 2000 | Chocolat                                                             | Roux                             | Nominat − Premi del Sindicat d'Actors al millor repartiment |
| 2000 | Before Night Falls                                                   | Lt. Victor, Bon Bon              | |
| 2001 | From Hell                                                            | Inspector Frederick Abberline    | |
| 2001 | Vides furtives (The Man Who Cried)                                   | Cesar                            | |
| 2001 | Blow                                                                 | George Jung                      | |
| 2002 | Lost in La Mancha                                                    | Johnny Depp                      | No surt als crèdits |
| 2003 | El mexicà (Once Upon a Time in Mexico)                               | Agent Sheldon Sands              | |
| 2003 | Pirates of the Caribbean: The Curse of the Black Pearl               | Jack Sparrow                     | Premi del Sindicat d'Actors al millor actor protagonista Nominat − Oscar al millor actor Nominat − Globus d'Or al millor actor musical o còmic Nominat − BAFTA al millor actor                                                                |
| 2004 | Happily Ever After                                                   | L'inconnu                        | Cameo |
| 2004 | Descobrir el País de Mai Més                                         | James Matthew Barrie             | Nominat − Oscar al millor actor Nominat − Globus d'Or al millor actor dramàtic Nominat − BAFTA al millor actor Nominat − Premi del Sindicat d'Actors al millor repartiment Nominat − Premi del Sindicat d'Actors al millor actor protagonista |
| 2004 | La finestra secreta (Secret Window)                                  | Mort Rainey                      | |
| 2005 | The Libertine                                                        | John Wilmot, 2n Duc de Rochester | |
| 2005 | Charlie i la fàbrica de xocolata (Charlie and the Chocolate Factory) | Willy Wonka                      | Nominat − Globus d'Or al millor actor musical o còmic |
| 2005 | La núvia cadàver (Corpse Bride)                                      | Victor Van Dort                  | Veu |
| 2006 | Pirates of the Caribbean: Dead Man's Chest                           | Jack Sparrow                     | Nominat − Globus d'Or al millor actor musical o còmic |
| 2006 | Deep Sea 3D                                                          | Narrador                         | |
| 2007 | Pirates of the Caribbean: At World's End                             | Jack Sparrow                     | |
| 2007 | Sweeney Todd: el barber diabòlic del carrer Fleet                    | Sweeney Todd/Benjamin Barker     | Globus d'Or al millor actor musical o còmic Nominat − Oscar al millor actor |
| 2009 | Enemics públics                                                      | John Dillinger                   | |
| 2009 | L'imaginari del doctor Parnassus                                     | Tony (1a transformació)          | |
| 2010 | Alice in Wonderland                                                  | Sombrerer                        | Nominat − Globus d'Or al millor actor musical o còmic |
| 2010 | The Tourist                                                          | Frank Tupelo/Alexander Pearce    | Nominat − Globus d'Or al millor actor musical o còmic |
| 2010 | When You're Strange                                                  | narrador                         | |
| 2011 | Rango                                                                | Rango                            | Veu |
| 2011 | The Rum Diary                                                        | Paul Kemp                        | |
| 2011 | Pirates of the Caribbean: On Stranger Tides                          | Jack Sparrow                     | |
| 2011 | En Jack i la seva germana bessona (Jack and Jill)                    | Johnny Depp                      | |
| 2012 | 21 Jump Street                                                       | Tom Hanson                       | |
| 2012 | Ombres tenebroses                                                    | Barnabas Collins                 | |
| 2013 | The Lone Ranger                                                      | Tonto                            | |
| 2014 | Transcendència                                                       | Will                             | |
| 2014 | Tusk                                                                 | Guy Lapointe                     | |
| 2014 | Into the Woods                                                       | The Wolf                         | |
| 2015 | Mortdecai                                                            | Charles Mortdecai                | |
| 2015 | Black Mass                                                           | Whitey Bulger                    | |
| 2016 | Alice Through the Looking Glass                                      | Sombrerer                        | |
| 2016 | Yoga Hosers                                                          | Guy Lapointe                     | |
| 2016 | Donald Trump's The Art of the Deal: The Movie                        | Donald Trump                     | |
| 2016 | Bèsties fantàstiques i on trobar-les                                 | Gellert Grindelwald              | |
| 2017 | The Black Ghiandola                                                  | Nuclear Med Tech                 | Curtmetratge |
| 2017 | Murder on the Orient Express                                         | Ratchett                         | |
| 2017 | Pirates of the Caribbean: Dead Men Tell No Tales                     | Jack Sparrow                     | |
| 2018 | Sherlock Gnomes                                                      | Sherlock Gnomes                  | Narrador |
| 2018 | London Fields                                                        | Chick Purchase                   | Cameo no acreditat |
| 2018 | Bèsties fantàstiques: Els crims de Grindelwald                       | Gellert Grindelwald              | |
| 2018 | En Richard diu adeu                                                  | Richard                          | |
| 2018 | City of Lies                                                         | Russell Poole                    | |
| 2019 | Waiting for the Barbarians                                           | Coronel Joll                     | |
| 2020 | Minamata                                                             | William Eugene Smith             | |

### Televisió
| Any       | Producció        | Paper                            | Notes                                             |
| --------- | ---------------- | -------------------------------- | ------------------------------------------------- |
| 1985      | Lady Blue        | Lionel Viland                    | Sèrie de televisió; episodi "Beasts of Prey"      |
| 1986      | Slow Burn        | Donnie Fleischer                 | Telefilm                                          |
| 1987-1990 | 21 Jump Street   | Oficial Thomas "Tom" Hanson, Jr. | Sèrie de televisió (57 episodis)                  |
| 1987      | Hotel            | Rob Cameron                      | Sèrie de televisió; episodi "Unfinished Business" |
| 2004      | King of the Hill | Yogi Victor (veu)                | Sèrie de televisió; episodi "Hank's Back"         |